# اوی، فوکوئی
اوی، فوکوئی (به لاتین: Ōi, Fukui) یک منطقهٔ مسکونی در ژاپن است که در استان فوکوئی واقع شده‌است. اوی ۹٬۲۱۶ نفر جمعیت دارد.